# Gapowo (powiat Kartuski)
Gapowo/Gapòwò is een plaats in het Poolse district  Kartuski, woiwodschap Pommeren. De plaats maakt deel uit van de gemeente Stężyca en telt 106 inwoners.